# Guqin
|                               |  |
| Anverso y reverso de un guqin |  |

El guqin (en chino simplificado, 古琴; pinyin, gǔqín; Wade-Giles: ku-ch'in , lit: antiguo instrumento de cuerda) es el nombre moderno de un instrumento musical chino de siete cuerdas de seda, de la misma familia de la cítara, consistente en una caja oblonga de 120 cm de largo, por 15 cm de ancho y 5 cm alrededor en sus bordes, elaborada con la madera del catalpa ovata o china (Catalpa kaempferi) en su tablero y de la firmina platanifolia (Firminia platanifolia) en su caja de resonancia. (中華絃樂噐/中华弦乐器). El guqin ha sido interpretado desde los tiempos antiguos, como instrumento preferido de eruditos e intelectuales por su carácter sutil y refinado. Los chinos suelen llamarlo「國樂之父/国乐之父」, que significa «padre de la música china».
El nombre tradicional era qin 「琴」, que también puede ser escrito 「琹」, 「珡」 y de otras maneras antiguas, pero desde el siglo XX la palabra fue aplicada para referirse también a otros instrumentos musicales. El yangqin 「揚琴/扬琴」, el huqin 「胡琴」, ambos instrumentos de cuerda, y el piano occidental (chino tradicional: 鋼琴; chino simplificado: 钢琴; pinyin: gāng qín; que significa «instrumento de cuerda de acero») son algunos ejemplos del uso de la palabra “qin” en otros instrumentos, por eso se adhirió el prefijo "gu-" 「古」; que significa “antiguo”, para la diferenciación. También se lo llama qixianqin (「七絃琴」; “instrumento de siete cuerdas”). No debe ser confundido con el guzheng 「古箏/古筝」, otro instrumento de la familia de la cítara, también sin trastes y con puentes bajo cada cuerda. Debido al nombre del conocido libro de Robert Hans van Gulik The Lore of the Chinese Lute, sobre el guqin, este es frecuente y erróneamente llamado laúd. Otra denominación incorrecta, encontrada sobre todo en discos compactos de música, es por ejemplo el de  “arpa".
El sonido que produce el guqin es bajo y muy suave, con un rango de unas cuatro octavas. Su tono más bajo es de dos octavas por debajo del do central del piano. Tradicionalmente tiene cinco cuerdas, pero se han encontrado instrumentos similares de la antigüedad con diez cuerdas o más. La forma moderna de siete cuerdas ha sido la estándar durante dos milenios. Muchas personas que tocan el guqin o que han escuchado a alguien tocándolo afirman que la música de aquel instrumento es muy similar a la del género blues. 
El guqin y su música fue proclamado en 2003 e inscrito en 2008 en la Lista representativa del Patrimonio Cultural Inmaterial de la Humanidad de la Unesco.

## Historia
La leyenda sostiene que el qin, el instrumento chino más reverenciado, tiene una historia de cerca de 5000 años, y que en su creación estuvieron involucrados figuras legendarias de la prehistoria china, tales como Fuxi, Shennong y Huang-Di, el "Emperador Amarillo".
Casi todos los libros de qin y colecciones de tablaturas publicadas antes del siglo XX sostienen estas leyendas como el origen real del instrumento, aunque actualmente se las presenta como mitología. Se lo menciona en escritos chinos de más de 3000 años de antigüedad, y se lo ha encontrado en tumbas de más de 2500 años.
Algunas descubrimientos en tumbas del sur de China muestran instrumentos similares en los que gradualmente aumenta en tamaño y disminuye el número de cuerdas. La tradición dice que el qin tenía originariamente cinco cuerdas, pero se le agregaron dos más alrededor del año 1000 AC. Aunque se ha sugerido que las mayores cítaras del sur podrían haberse gradualmente construido más pequeñas y con menos cuerdas hasta llegar a siete, es cuestionable llamarlas "qin"  o emparentarlas con el instrumento tradicional del norte. El origen exacto del qin es todavía fuente continua de debates.
En 1977, una versión de "Liu Shui" 【流水】 ("Agua fluyente", interpretada por Guan Pinghu, considerado uno de los mejores intérpretes de guqin del siglo XX) se incluyó en la grabación que llevó el Voyager al espacio exterior. En 2003, la música de guqin fue declarada como una de las "Obras maestras de la herencia oral e intangible de la humanidad" por la Unesco.

### Literatura sobre el guqin
Existen numerosas fuentes antiguas que discuten la tradición del qin, su teoría y su música. Algunos de estos textos se encuentran incluidos en algunos qinpu. El contenido básico consiste en ensayos que discuten y describen la naturaleza de la música de qin, la teoría tras la notación y las tonalidades, el método correcto de interpretación, la historia de la música, las menciones literarias, etc. La información puede ser muy concisa o extremadamente detallada, según el origen. Algunas obras son mayormente filosóficas o sobre la inspiración artística, mientras que otras son de tipo científico o técnico. 
La mayor colección que sobrevive de literatura sobre el qin corresponde a la dinastía Ming, el Qinshu Daquan 【琴書大全】 (1590), en 22 volúmenes: 
- Qin Fu 【琴賦】
- Xishan Qinkuang 【谿山琴况】

## Escuelas y sociedades de intérpretes

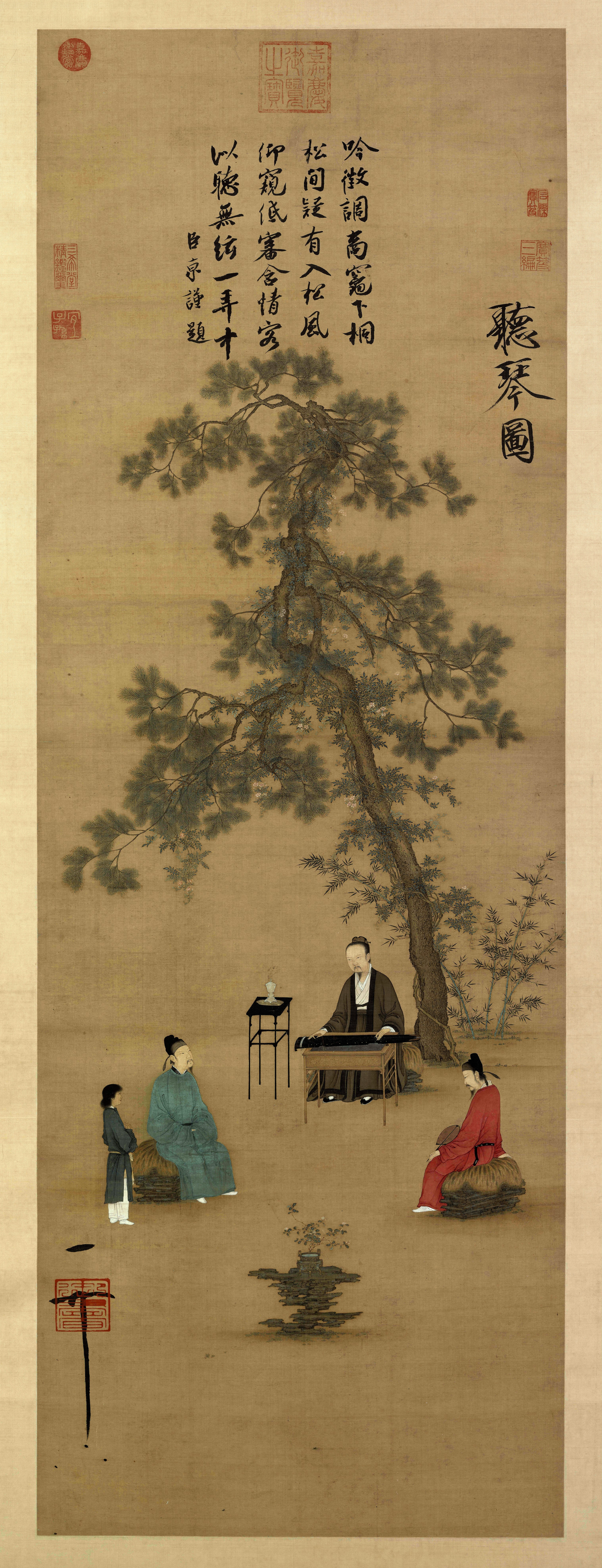
La famosa pintura "Ting Qin Tu" (聽琴圖, Escuchando al Qin), por el emperador Song Huizong (1082–1135)

Como en cualquier otra tradición musical, existen diferentes ideales y formas de interacción en pueblos distintos. Por tanto, existen diferentes escuelas y sociedades que transmiten estas tradiciones artísticas. 

### Escuelas históricas
Debido a las diferencias geográficas en China, se desarrollaron por siglos varias escuelas de qin conocidas como qin pai (琴派). Tales escuelas generalmente se formaron donde la actividad musical fue más importante. Las principales escuelas históricas son: 
- Escuela Guangling (廣陵/广陵) en Yangzhou 揚州/扬州
- Yushan (虞山 también conocida como Qinchuan 琴川 o Shu 熟) en Changshu 常熟
- Shu (蜀 o Chuan 川) en Sichuan 四川
- Zhucheng (諸城/诸城) en Shandong 山東/山东
  - Mei'an (梅庵/楳盦), desprendimiento de Zhucheng
- Pucheng (浦城 conocida también como Min 閩/闽) en Fujian 福建
- Jiuyi (九嶷) en Pekín 北京
- Zhe (浙) en Zhejiang 浙江
- Lingnan (嶺南/岭南) en Guangdong 廣東/广东
- Shaoxing (紹興/绍兴)
- Wu (吳/吴)
- Shan'nan (山南)
- Songjiang (松江)
- Jinling (金陵)
- Fanchuan (泛川)

Algunas de estas escuelas han funcionado esporádicamente, otras se dividieron  (como por ejemplo la escuela Zhucheng). a menudo se originan en una determinada persona, como la escuela Wu, nombrada así en honor de Wu Zhaoji. El estilo puede variar considerablemente entre una y otra, aunque las diferencias mayores residen en la forma de interpretar la música. 
Las escuelas del norte tienden a ser más vigorosas técnicamente que las del sur. Pero en términos modernos, las distinciones entre escuelas y estilos se difuminan porque un determinado intérprete puede aprender de distintos maestros de escuelas diferentes, y absorber cada uno de sus estilos. Esto es más evidente en el caso de intérpretes formados en conservatorios. Artistas de una misma escuela entrenados con el mismo maestro pueden mostrar luego estilos diferentes, como Zhang Zigian y Liu Shaochun de la escuela Guangling.

### Sociedades guqin
Debe notarse que existen diferencias entre las escuelas y las sociedades qin: mientras que las primeras se relacionan con la transmisión de un estilo determinado, las sociedades refieren a la interpretación. Una sociedad qin organiza encuentros entre intérpretes para hacer música y debatir sobre la naturaleza del qin. 
Estas reuniones se denominan yajis, o "reuniones elegantes", y tienen lugar una o dos veces al mes. Algunas veces las sociedades pueden ir de excursión a lugares de belleza natural para tocar qin, o participar en conferencias. También pueden tomar parte en competencias o investigaciones. Por supuesto, estas sociedades no tienen una estructura fija a la que adherir: su principal propósito es promover e interpretar la música de qin. Son además una buena oportunidad para la interacción social, para aprender a tocar el instrumento, para plantear dudas y recibir respuestas. 
La mayoría de las escuelas de qin se encuentran en China, pero durante el siglo XX se fundaron varias sociedades en otros continentes. Aunque el estudio del instrumento estuvo en la antigüedad confinado a China, países como Japón tienen sus propias tradiciones qin importadas de China, pero en pequeña escala. La Sociedad Qin de Tokio nació recientemente, abriendo más oportunidades para los estudiantes japoneses. Allí se ha publicado además un qinpu conocido como Toukou Kinpu o Donggao Qinpu 【東臯琴譜】. Existen otras sociedades qin en Norteamérica y Europa, menos formales que sus contrapartes chinas, como la North American Guqin Association y la London Youlan Qin Society.

### Intérpretes
Muchos artistas de diferentes épocas utilizaron el instrumento, que -por otra parte- fue el favorito de los estudiosos chinos. Ciertas melodías se asocian con personajes famosos, como Confucio y Qu Yuan. Algunos emperadores de China tuvieron relación con el instrumento, incluyendo al emperador de la dinastía Sung, Huizong como se muestra claramente en su autorretrato interpretando el qin.

#### Intérpretes históricos
- Confucio 孔子: Filósofo, 551-479 AC, se lo asocia con las piezas Kongzi Duyi 《孔子讀易》, Weibian Sanjue 《韋編三絕/韦编三绝》 y Youlan 《幽蘭/幽兰》.
- Bo Ya 伯牙: Intérprete de qin del periodo Primavera y otoño , se lo asocia con las piezas Gao Shan 《高山》 y Liu Shui 《流水》.
- Zhuang Zi 莊子: Filósofo del período de los estados guerreros,  se lo asocia con Zhuang Zhou Mengdie 《莊周蒙蝶》 y Shenhua Yin 《神化引》.
- Qu Yuan 屈原 (340-278 AC): Poeta, se lo asocia con Li Sao 《離騷》.
- Cai Yong 蔡邕: músico de la dinastía Han , autor de Qin Cao 【琴操】.
- Cai Wenji 蔡文姬: Hija menor de Cai, se la asocia con Hujia Shiba-pai 《胡笳十八拍》, etc.
- Sima Xiangru 司馬相如: poeta Han, 179-117 AC.
- Zhuge Liang 諸葛亮 (181-234): líder militar chino en la época de los Tres Reinos, una leyenda lo muestra tocando calmadamente su guqin, sin temor ante el ataque de sus enemigos contra su fortaleza.
- Xi Kang 嵇康: sabio del bosque de bambú, músico y poeta, autor de Qin Fu 【琴賦】.
- Li Bai 李白: poeta Tang, 701-762.
- Bai Juyi 白居易: poeta Tang, 772-846.
- Song Huizong 宋徽宗: emperador Song famoso por sostener las artes, tuvo una Wanqin Tang 『萬琴堂』 ("Sala de los 10.000 Qin") en su palacio.
- Guo Chuwang 郭楚望: Patriota al final de la dinastía Song, compuso Xiaoxiang Shuiyun 《瀟湘水雲/潇湘水云》.

Las colecciones clásicas como Qin Shi, Qinshi Bu yQinshi Xu incluyen biografías de cientos de artistas.

#### Contemporáneos
Los intérpretes contemporáneos del qin abarcan desde principios del siglo XX hasta el presente. Cada vez más frecuentemente, los artistas tienden a poseer una profesión distinta a la de intérprete de qin, por lo que pueden considerarse artistas amateurs.
Sólo unos pocos reciben dinero a cambio de exclusivas interpretaciones o investigación sobre el instrumento. Los intérpretes de qin son a menudo versados en otras ramas de la cultura o el arte. Muchos practican también otros instrumentos, no necesariamente chinos, y ofrecen conciertos y conferencias.
- Li Xiangting
- Gong Yi
- Zha Fuxi
- Wang Fei
- Cheng Yu
- Wu Zhaoji
- Zeng Chengwei
- Guan Pinghu
- Robert Hans van Gulik
- Lan Zhan de Gusu

## Técnica del instrumento
En la interpretación con el qin, el artista usa una variedad de técnicas que permiten aprovechar todo el potencial del instrumento. Además deberá leer y entender adecuadamente la tablatura específica desarrollada por siglos, y reunir un repertorio de música popular y antigua. 

### Interpretación
La belleza de las melodías del qin proviene no sólo de las melodías en sí mismas, sino de la coloratura que el artista pueda imprimir a los tonos individuales y sus combinaciones. Los excesivamente ricos tonos del qin pueden categorizarse en tres sonidos diferentes:
- san yin 〔散音〕, que significa "sonidos dispersos". Se produce punteando la cuerda adecuada para producir una nota abierta: Ejemploⓘ.
- fan yin 〔泛音〕, o "sonidos flotantes" . son armónicos en los que el intérprete toca suavemente la cuerda con uno o más dedos de la mano izquierda en la posición indicada por los puntos "hui", puntea y suelta, creando un sonido claro y diáfano Ejemploⓘ.
- an yin 〔按音 / 案音 / 實音 / 走音〕, o "sonidos cortos", forman la parte principal de las canciones. Requieren que el artista presione sobre una cuerda con un dedo o el pulgar de la mano izquierda hasta que se apoya sobre la superficie de madera, luego puntea. Enseguida la mano del intérprete suele deslizarse arriba o abajo, modificando la afinación, es una técnica similar a la utilizada en una guitarra hawaiana. Escuche Pei Lanⓘ.

#### Digitación
Según el libro Cunjian Guqin Zhifa Puzi Jilan, existen más de 1070 técnicas de digitación usadas en el qin, sea que tengan o no un nombre específico. Se trata del único instrumento musical chino, e incluso de la música occidental, con mayor variedad de técnicas de digitación. Muchas son obsoletas, ya que alrededor de 50 de ellas son suficientes para la práctica moderna.
Mano derecha
| Posiciones de la mano derecha | Posiciones de la mano derecha | Posiciones de la mano derecha |
| ----------------------------- | ----------------------------- | ----------------------------- |
|                               |                               |                               |
| pi 〈劈〉                     | tiao 〈挑〉                   | gou 〈勾〉                    |

Existen ocho técnicas básicas de digitación con la mano derecha:
1. pi 〈劈〉 (el pulgar puntea hacia afuera)
2. tuo 〈托〉 (el pulgar puntea hacia adentro)
3. mo 〈抹〉 (índice dentro)
4. tiao 〈挑〉 (índice fuera)
5. gou 〈勾〉 (dedo medio dentro)
6. ti 〈剔〉 (dedo medio fuera)
7. da 〈打〉 (anular dentro)
8. zhai 〈摘〉 (anular fuera)

| Combinaciones | Combinaciones   |
| ------------- | --------------- |
|               |                 |
| bo 〈撥/拔〉  | gun fu 〈滚拂〉 |

El meñique no se utiliza. Además de estas posiciones básicas, existen varias combinaciones:
- Cuo 〈撮〉 que consiste en puntear dos cuerdas al mismo tiempo.
- lun 〈輪/轮〉 (puntear una cuerda con el anular, medio e índice en rápida sucesión)
- suo 〈鎖/锁〉 que implica puntear varias veces una cuerda con ritmo fijo.
- bo 〈撥/拔〉 en la que se ahuecan los dedos y se atacan dos cuerdas al mismo tiempo.
- gun fu 〈滚拂〉 glissando mediante los dedos índice y medio en forma continua.

Mano izquierda
| Posiciones de la mano izquierda | Posiciones de la mano izquierda | Posiciones de la mano izquierda |
| ------------------------------- | ------------------------------- | ------------------------------- |
|                                 |                                 |                                 |
| shang 〈上〉                    | qiaqi 〈掐起 / 搯起〉           | yan 〈掩 / 罨〉                 |

La técnica para la mano izquierda comienza con la simple presión sobre las cuerdas (mayormente con el pulgar, entre la yema y la uña. y el dedo anular), desplazándose arriba y abajo hacia la próxima nota. Se utilizan las técnicas (shang 〈上〉 y xia 〈下〉) para producir vibrato mediante el balanceo de la mano, y también yin 〈吟〉 y nao 〈猱〉. Existen al menos quince formas de producir el vibrato. La técnica qiaqi 〈掐起 / 搯起〉 consiste en pulsar la cuerda con el pulgar, mientras el dedo anular la detiene, y mediante el yan 〈掩 / 罨〉 se martilla una cuerda con el pulgar. 
Ambas manos
Las técnicas de digitación con ambas manos son más difíciles de adquirir. Por ejemplo qia cuo san sheng 〈掐撮三聲/掐撮三声〉 , una combinación de martilleo y punteo de dos cuerdas, e incluyen formas más estilizadas, como presionar las siete cuerdas con la mano izquierda y rasguear con la derecha. En esta posición la mano izquierda puede moverse rápidamente sobre el qin, creando un sonido ondulante como un cubo de agua arrojado sobre un estanque profundo.

### Tablatura y notación

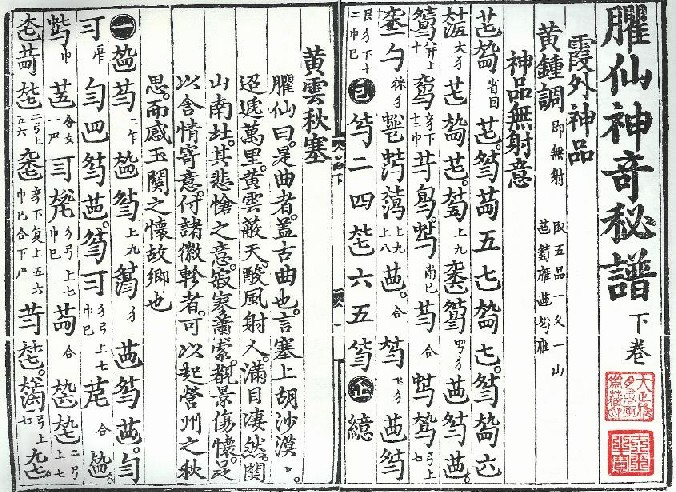
Primera página del volumen 3 del Shenqi Mipu, compilado por Zhu Quan en 1425.

La notación de la música para qin no muestra explícitamente qué notas deben tocarse, sino que se escribe en forma de tablatura que detalla tono, digitación y técnica de rasgueo.Incluye un método "paso a paso" sobre la interpretación de la pieza. Algunas tablaturas indican las notas utilizando el sistema de notación gongche, o indican el ritmo mediante puntos.
Los primeros ejemplos de modernas tablaturas impresas que se conservan datan del siglo XII. Una forma de notación más antigua, correspondiente a la era Tang, se conserva sólo en un manuscrito del siglo VII, llamado "Jieshi Diao Youlan" -  《碣石調幽蘭》 Corresponde a una forma manuscrita llamada wenzi pu 〔文字譜〕, que se atribuye a Yong Menzhou (雍門周), del período de los estados guerreros y se distingue por brindar todos los detalles mediante caracteres chinos ordinarios.
Posteriormente Cao Rou (曹柔) y otros escribas simplificaron la notación, utilizando solo los elementos importantes de cada carácter, (tales como número de cuerda, técnica de punteo, número de hui, y cual dedo debe usarse para suprimir el sonido), combinando la información en caracteres específicos de notación. Esto significa que en lugar de tener dos líneas de texto escrito para describir unas pocas notas, un carácter simple puede representar una nota musical, y en ocasiones hasta nueve de ellas.
Esta forma de notación se denominó jianzi pu 〔減字譜〕, y representó una gran mejora para la interpretación de las piezas de qin. Resultó tan exitosa que desde la dinastía Ming en adelante, aparecen grandes qinpu 〔琴譜〕 , de las que la más famosa y útil fue sin duda "Shenqi Mipu" compilada en 1425 por Zhu Quan, el decimoséptimo hijo del fundador de la dinastía Ming.
En la década de 1960, Zha Fuxi descubrió más de 130 qinpu que contienen alrededor de 3360 piezas de música escrita. Lamentablemente, muchos qinpu compilados antes de la dinastía Ming se han perdido, y muchas piezas no se han interpretado por cientos de años.

### Repertorio
Las piezas para qin usualmente tienen una duración de tres a ocho minutos, aunque se conoce una de veintidós minutos, "Guangling San" 《廣陵散》.
Entre las obras más famosas se encuentran:
- "Liu Shui" 《流水》 (Agua que fluye)
- "Yangguan San Die" 《陽關三疊/阳关三叠》 (Tres refranes sobre un viejo tema Yang)
- "Meihua San Nong" 《梅花三弄》 (Tres variaciones sobre el tema florecido)
- "Xiao Xiang Shui Yun" 《瀟湘水雲》 (Niebla y nubes sobre la ribera de los ríos Xiao y Xiang)
- "Pingsha Luo Yan" 《平沙落雁》 (Gansos salvajes posándose en el banco de arena)

El intérprete promedio tiene por lo general un repertorio de aproximadamente diez piezas, que espera tocar muy bien, y aprende nuevas obras cuando siente que interpreta adecuadamente las anteriores, o cuando se da la oportunidad. La mayoría utiliza versiones bien transcriptas de temas populares, ayudándose a menudo con una versión grabada. Además de aprender a tocar piezas reconocidas o tradicionales, los intérpretes más avezados suelen componer o improvisar. Varias melodías para qin se asemejan a poemas sinfónicos, que describen el mundo natural. 

#### Transcripción
La transcripción de tablaturas tradicionales a una versión moderna se denomina Dapu 〔打譜〕, que puede utilizarse tanto para crear nueva música, como para reconstruir las antiguas melodías. Como las tablaturas qin no indican el valor de cada nota, ni su tiempo o ritmo, cada intérprete se ve obligado a resolver adecuadamente su versión. Normalmente, los artistas deben aprender el ritmo de una pieza con un profesor o maestro, cuyos criterios copian. La tablatura se consulta únicamente si el maestro no está seguro sobre cómo tocar cierta parte.
Si alguien no tiene maestro, debe trabajar el ritmo por sí mismo., pero sería erróneo considerar que la música qin carece de ritmo o melodía. Durante el siglo XX, se hicieron intentos por reemplazar la notación "jianzi pu", que en general no han tenido éxito. A pesar de ello, las modernas ediciones impresas suelen incluir notaciones de pentagrama junto a la tablatura qin. 
Una vez que el intérprete aprende a leer la notación del qipu, la forma se torna útil, lógica , sencilla y el camino más rápido para que el artista aprenda una pieza. Por tal motivo, no resulta fácil reemplazar totalmente el sistema de notación, de la misma forma que el pentagrama resulta inherente a los instrumentos occidentales.
Un refrán sostiene que "una pieza corta requiere tres meses (para completar su dapu) y una pieza larga requiere tres años". En la práctica moderna no se requiere tanto tiempo, pero el refrán sugiere que el intérprete no deberá sólo memorizar la obra de oído, sino controlar adecuadamente su digitación, ritmo y "tempo". Finalmente, debe incorporarse la emoción, con lo que no es tan errado el término de tres meses cuando se trata de una buena interpretación.

#### Ritmo en la música qin
Siempre se ha discutido si la música qin posee ritmo, teniendo en cuenta que se halla vagamente indicado en las tablaturas. Aunque hay una buena cantidad de intuición en juego, las tablaturas dan pistas para indicar el ritmo mediante motivos reiterados, indicación de fraseos y el mismo ordenamiento de la notación.
A través de la historia del qinpu vemos varios intentos por indicar el ritmo en forma más explícita, como la inclusión de puntos señalando el compás. Quizá uno de los proyectos más importantes para regular el ritmo a gran escala fue la colección de tablaturas  Qinxue Congshu publicada entre 1910 y 1930. Se dividió la tablatura en dos columnas, y en la primera una grilla de tres líneas, indicaba mediante combinaciones de letras, sistema gongche, tonos y compases diversas características de la obra. La segunda columna se reservaba para la tablatura qin tradicional.
Los compositores occidentales han debido tomar nota que el ritmo de una pieza qin puede cambiar; cuando parece que han logrado un buen compás, este cambia. Esto se debe que los artistas de qin pueden usar ritmo libre en sus interpretaciones. En cualquier caso, el ritmo utilizado depende de la emoción o el sentimiento del artista, y cómo interpreta la obra. Sin embargo, algunas piezas contienen secciones de ritmo fijo, que generalmente se tocan de forma estándar. El tema principal de Meihua Sannong, por ejemplo, es de ritmo fijo. Otras secciones requieren del intérprete que toque más rápido para expresar emoción, como por ejemplo la sección central de Guangling San y de Xiaoxiang Shuiyun. Otras obras, como Jiu Kuang, tienen en toda su extensión un ritmo prefijado.
Por lo general las melodías qin suenan mejor cuando tienen ritmo, circunstancia que los compositores deben tener en cuenta cuando crean una nueva obra.

## Organología

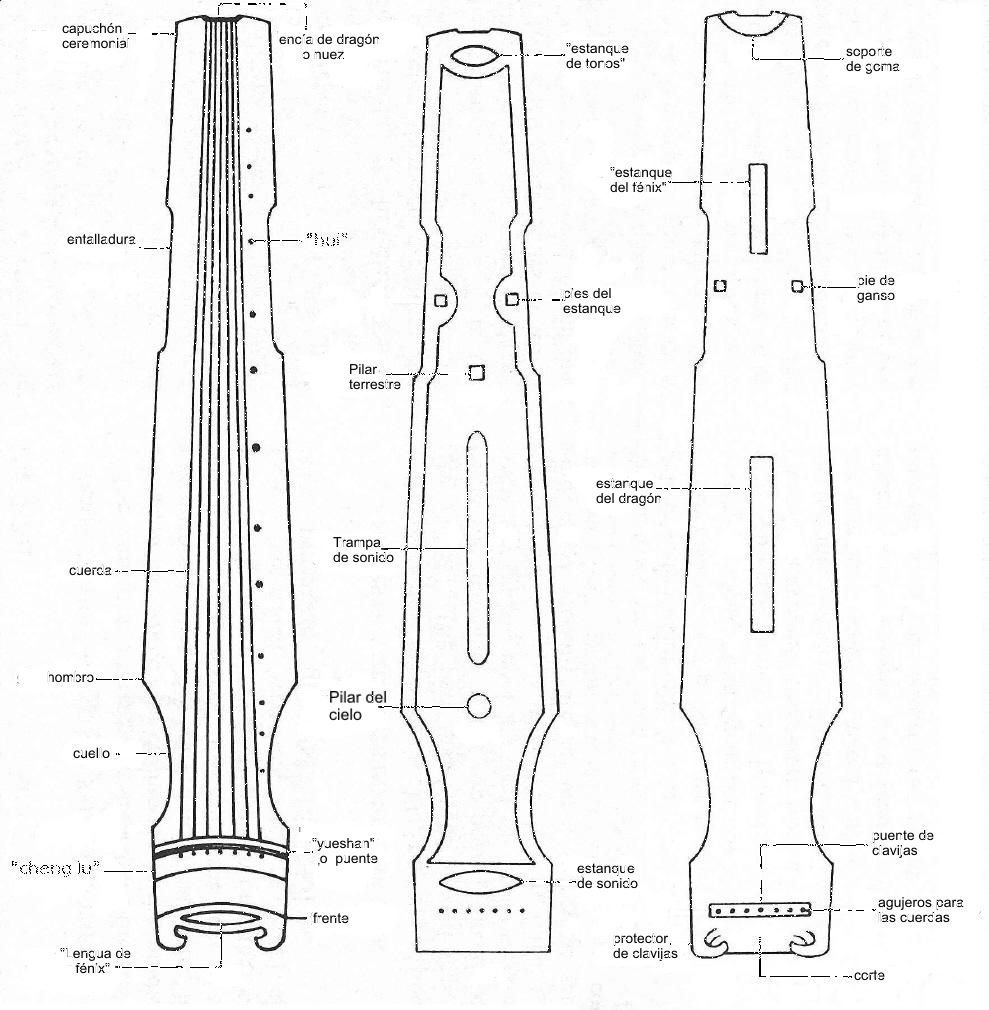
De izquierda a derecha, nomenclatura del frente, interior y fondo de un qin.

Si bien el qin sigue ciertas normas acústicas en su construcción, su forma externa varía en una diversidad de variantes, ya sea por cuestiones formales o incluso en su estructura básica. Las tablaturas qin desde la época de la dinastía Sung grafican una gran cantidad de formas del instrumento. Todas ellas, sin embargo, obedecen una serie de reglas básicas de acústica y simbolismo formal.
Los qin utilizan cuerdas de seda o metal-nailon , afinadas según principios tradicionales.

### Construcción
De acuerdo a la tradición, el qin tenía originalmente cinco cuerdas, representando los cinco elementos: metal, madera, agua, fuego y tierra. Luego, en la dinastía Zhou, Zhou Wen Wang (周文王) agregó una sexta cuerda en memoria de su hijo Bo Yihou (伯邑考).Su sucesor, Zhou Wu Wang, agregó la séptima para motivar a sus tropas en la batalla contra los Shang. Los trece hui 『徽』 en la superficie representan los trece meses del año. La tabla frontal se curva para representar el cielo, y el contrafrente es chato para representar la tierra. La longitud total del qin (en medidas chinas) es 3 chi, 6 cun y 5 fen 「三尺六寸五分」, representando los 365 días del año.
Cada parte del instrumento tiene un significado, alguno más obvio que otro, como "estanque del dragón" 龍池/龙池』, o "estanque del fénix" 『鳳沼/凤沼』.

### Cuerdas
Hasta la Revolución cultural, las cuerdas de guqin se hacían siempre con varios grosores de seda retorcida 『絲/丝』 , pero a partir de allí la mayoría de los intérpretes usan cuerdas modernas de nailon-acero, debido en parte a la escasez de seda de alta calidad, y también porque los nuevos materiales ofrecen mayor durabilidad y mayor volumen sonoro. 
Las cuerdas de seda se fabrican tomando una cantidad predeterminada de hebras de hilo y retorciéndolas juntas fuertemente. La cuerda retorcida se ovilla y se sumerge en líquido especial compuesto por una mezcla de pegamentos naturales que mantendrá juntas a las hebras. Las cuerdas se retiran y se ponen a secar, antes de cortarse en las longitudes adecuadas. 
Las cuatro cuerdas más gruesas reciben una envoltura de hilo de seda para hacerlas más lisas. Según los antiguos manuales, existen tres calibres distintivos de cuerdas; el primero se denomina taigu 〖太古〗 (Gran antigüedad), que es el calibre estándar, el zhongqing 〖中清〗 (Claridad media) es más fino, mientras que jiazhong 〖加重〗 [grosor agregado] es el más grueso.
Según el Yugu Zhai Qinpu, la mejor calidad es zhongqing.

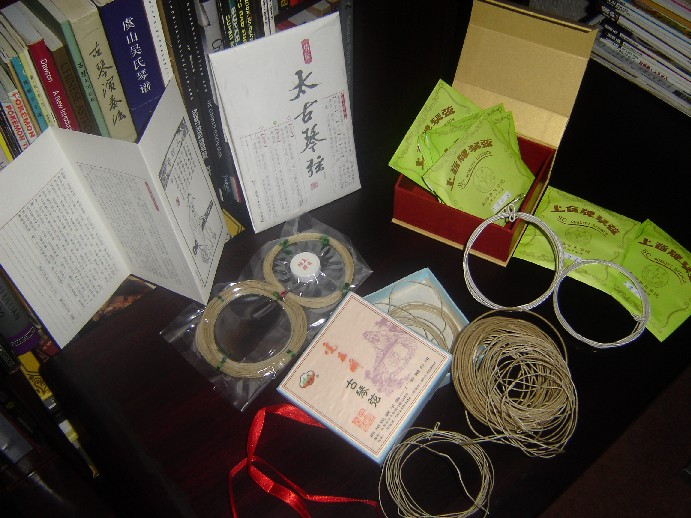
Una selección de diferentes cuerdas para qin. De arriba a abajo: 〖太古琴絃〗 Taigu (seda) [中清 calibre zhongqing), con un envase de goma para cuerdas,「絃膠」, 〖上音牌琴弦〗, Cuerdas de nailon-metal, del Conservatorio Shangyin Shanghái, y 〖虎丘古琴絃〗 Cuerdas de seda Huqiu.

Aunque la mayoría de los intérpretes contemporáneos usan cuerdas de metal-nailon, algunos arguyen que no pueden reemplazar a las de seda por su tono refinado. Además, consideran que las cuerdas modernas pueden causar daños a la madera de los instrumentos antiguos. Muchos tradicionalistas piensan que el sonido de los dedos arrastrándose sobre las cuerdas es distintivo de la música de qin. Las cuerdas de nailon-metal eran al principio demasiado suaves, pero su textura ha sido modificada para reproducir mejor este sonido deslizante. 
A pesar de que las cuerdas de seda tienden a romperse más fácilmente que las de nailon, son más fuertes de lo que uno podría suponer. La seda es muy flexible, y puede ser tensionada y llevada a la afinación estándar utilizada en el continente chino (quinta cuerda en La) sin romperse. Igualmente, aunque pueden romperse más fácilmente a tensiones altas, pueden reutilizarse una vez rotas. Las cuerdas de seda son muy largas (más de 2 metros), y se cortan en el punto donde rozan con el puente. La rotura puede anudarse con un nudo simple, y volver a encordar. De esta manera la cuerda puede reutilizarse hasta diez veces en el caso de cuerdas finas, y tres o cuatro veces en las cuerdas gruesas. Debido a la rotura frecuente, se conservan muy pocas cuerdas originales de las pasadas dinastías.
Las cuerdas se enrollaban tradicionalmente en el pie de ganso『 雁足』, pero luego se inventó una clavija que permite encordar y afinar más fácilmente. Aquí también los tradicionalistas prefieren el sistema antiguo, que -según ellos- permite una mejor resonancia de la caja.

## Afinación

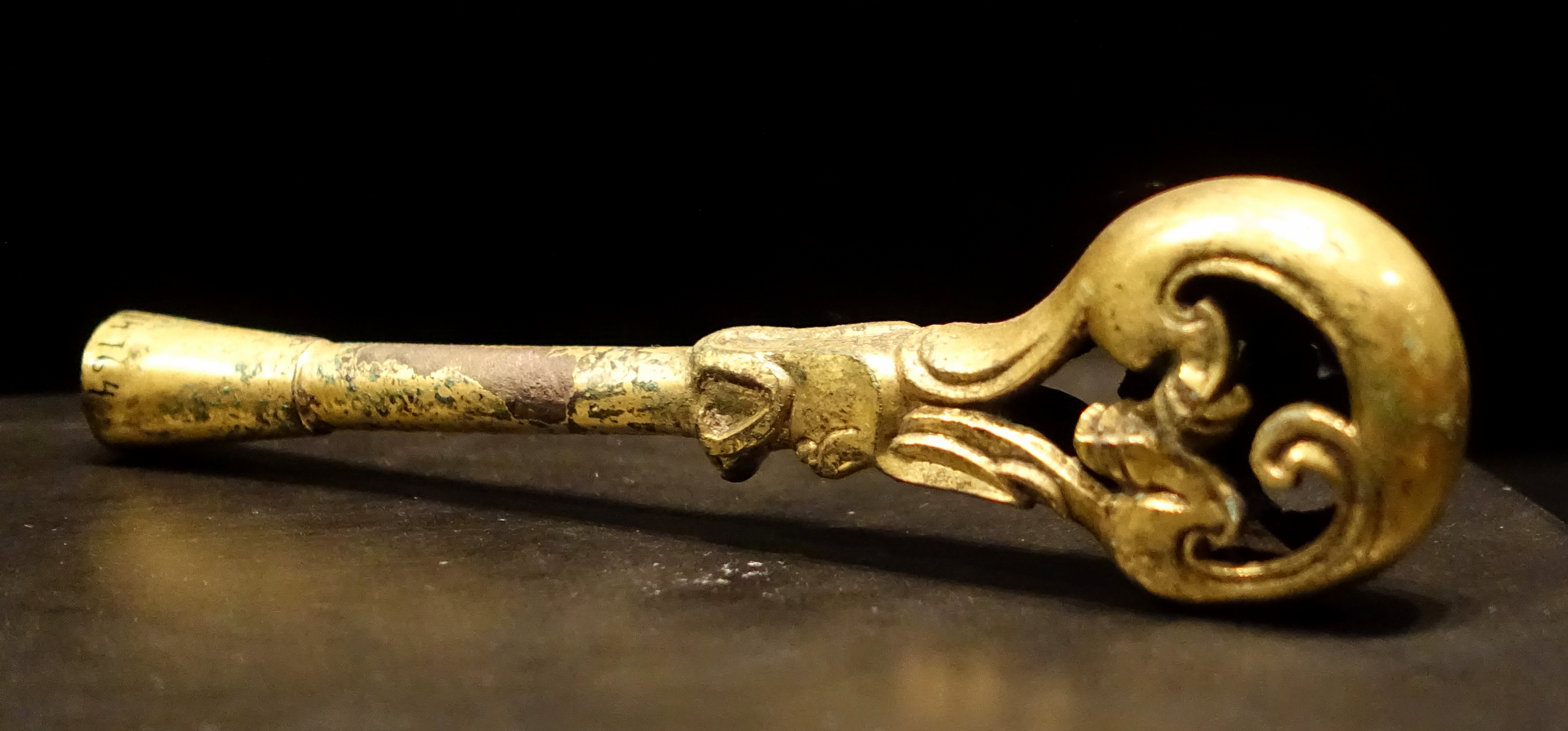
Exposición en el Museo Östasiatiska de Estocolmo (Suecia).

Para encordar un qin, el sistema tradicional supone atar un nudo mariposa (shengtou jie 『蠅頭結/蝇头结』) al extremo de cada cuerda, y pasarla por el cordón (rongkou 『絨剅/绒扣』) que se introduce en los agujeros en el cabezal del qin, y sacarlo por las clavijas (zhen 『軫/轸』). La cuerda se estira sobre el puente (yueshan 『岳山』) a lo largo de la superficie de la caja, sobre la nuez (longyin 『龍齦』 encías de dragón) hasta el reverso del instrumento, donde las puntas son enrolladas en dos patas (fengzu 『鳳足』 "pie de fénix" or yanzu 『雁足』 "pie de ganso").
Posteriormente, las cuerdas se afinan utilizando las clavijas. Algunas veces se usa colofonia sobre la parte de la clavija que roza el cuerpo del instrumento, para evitar que se afloje, especialmente si el qin es afinado a tonos agudos. La afinación más usual,"zheng diao" 〈正調〉, es pentatónica: 1 2 4 5 6, según el sistema numérico tradicional de China (jianpu). En la actualidad, se interpreta generalmente que esto significa DO RE FA SOL LA do re, pero en realidad no corresponde a do re fa sol la do re, ya que históricamente el qin no se afina a un tono absoluto.
De hecho la misma afinación puede considerarse como  5 6 1 2 3 5 6 cuando la tercera cuerda es tocada como do. Así, excepto cuando deba acompañar a otros instrumentos, la afinación que interesa es únicamente la relativa entre las cuerdas.
Otras afinaciones se obtienen ajustando la tensión de las cuerdas usando las clavijas. Por ejemplo manjiao diao 〈慢角調〉 ("tercer cuerda floja") produce 1 2 3 5 6 1 2 , y ruibin diao 〈蕤賔調/蕤宾调〉 ("quinta cuerda tensada") genera 1 2 4 5 7 1 2, que se transporta a 2 3 5 6 1 2 3.Es importante notar que en la teoría antigua del qin, la palabra "diao" 〔調〕 significaba al mismo tiempo "afinación" y "modo", pero para la época Qing, "diao" era afinación (cambio de tono) y al modo se lo denominaba "yin" 〔音〕 (cambio de escala). 
En el comienzo de una pieza, las tablaturas indican frecuentemente la afinación y el modo utilizando nombres chinos tradicionales: gong 《宮》 (do), shang 《商》 (re), jiao o jue 《角》 (mi), zhi 《徵》 (sol), yu 《羽》 (la), y sus combinaciones. Una forma más moderna de designar los tonos es la palabra jun 〔均〕que quiere decir tonalidad de la obra, así por ejemplo 
zhonglü jun 〈仲吕均〉 significa "Fa mayor".

## Práctica instrumental
El guqin se usa casi siempre como instrumento solista, ya que su poco volumen no le permite competir con instrumentos más sonoros.
Puede -sin embargo- acompañarse de un xiao, con otro qin, o con la voz humana.
En los viejos tiempos, se utilizaba a menudo el se en dúo con el qin. Por desgracia, la práctica del se ha caído en desuso, aunque se conservan tablaturas para dichos dúos. 
En época reciente existe una tendencia a acompañar al qin con otros instrumentos como el xun, el pipa o el dizi
El qin se tocaba tradicionalmente en un salón tranquilo para deleite del mismo intérprete, o a lo sumo de unos pocos amigos. También solía utilizarse en exteriores bellos y naturales. En los últimos años muchos artistas lo presentan en conciertos, la mayoría de las veces con el auxilio de amplificadores electrónicos. 
Muchos intérpretes asisten a "yajis" donde amantes de la música o cualquiera con interés en la cultura China, pueden ir para conversar y tocar el qin. De hecho, los "yajis" se originaron como reuniones multipropósito que incluían las cuatro artes de los estudiosos chinos: qin, juego del Go, caligrafía y pintura. 

### Uso ritual
Siendo un instrumento de estudiantes, el qin se toca también en un contexto ritual, especialmente los "yayue" (China) y los "aak" (Corea). El Centro Nacional Coreano para artes tradicionales usa las dos últimas melodías aak que se conservan desde la importación del yayue durante la dinastía Song en 1116, mediante interpretación en el "seul" (se) y el "geum". En China el guqin permaneció en uso en las ceremonias rituales de la corte imperial, como puede verse en las pinturas cortesanas de sacrificios imperiales de la dinastía Qing

### Estética
Cuando se toca el guqin, se involucra a una serie de elementos estéticos. El primero es la musicalidad. En la segunda sección de "Pingsha Luoyan", por ejemplo, los compases iniciales contienen un nao vibrato, seguido por una fase de separar las cuerdas arriba y abajo, a pesar de que ya no se produce sonido.Escuche cuidadosamente los sonidos de corte de Pingsha Luoyanⓘ
Muchos pueden preguntarse si esto es realmente música. Normalmente algunos intérpretes pulsarán la cuerda muy sutilmente para crear un sonido muy suave. Para otros, esto es innecesario. En lugar de intentar forzar un sonido, lo correcto es permitir la emisión natural de sonidos de las cuerdas. Algunos intérpretes dicen que acariciar las cuerdas cuando el sonido ha desaparecido es una característica distintiva de la música de qin, que crea un espacio o zona nula en una pieza; toque sin tocar, sonar sin sonido. De hecho, cuando el observador mira al intérprete acariciando las cuerdas, puede lograr imaginarse los sonidos en su mente, creando una conexión entre el intérprete, el instrumento y el auditorio.
Esta experiencia, obviamente no puede ser registrada en una grabación, o en cualquier circunstancia que no se ve al intérprete. También puede resultar imposible que el intérprete deba transmitir hasta el sonido más leve a su audiencia. Sin embargo, hay sonido, al menos el de los dedos rozando las cuerdas, y con un instrumento realmente bueno, encordado en seda y un entorno perfectamente silencioso, los sonidos se vuelven audibles.  
Finalmente, como la música de este estilo está más orientada a la observación que a la audición, y el intérprete conoce sobradamente la pieza, el músico puede "oír" aunque el sonido no esté allí.